# Michael Koslar

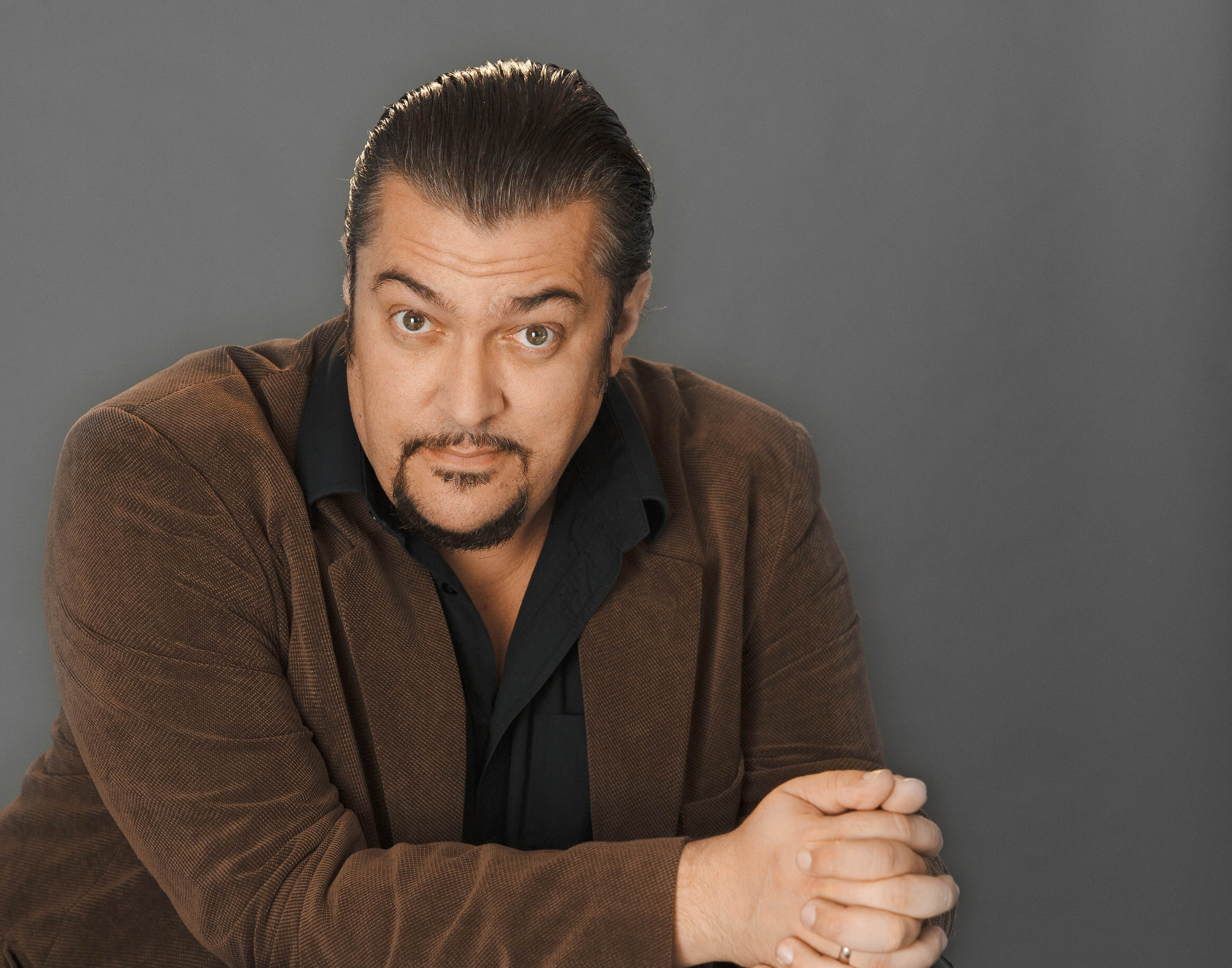
Michael Koslar (2014)

Michael Koslar, auch Malte Sonnenfeld (* 22. Oktober 1967 in Köln) ist ein deutscher Fernsehmoderator, Autor, Maler, und Off-Sprecher.

## Biographie
Michael Koslar ist der Sohn des Radrennfahrers Dieter Koslar. 1990 bis 1996 studierte er Deutsche Philologie, Philosophie und Pädagogik an der Universität zu Köln und besuchte 1996/97 die Medienschule Kerpen-Horrem. Daneben sammelte er erste Erfahrungen als Moderator, etwa 1992 bei WDR publik.
Nach Tätigkeiten als „Warm-Upper“ und als Texter für die Talkshow-Parodie T.V. Kaiser auf RTL moderierte er weitere Sendungen für RTL und VOX. Ab Januar 1999 moderierte er Quatsch Dich reich – Koslars Comedy Talk, ein VOX-Pendant zu T.V. Kaiser.
Von Juli bis Dezember 2001 moderierte Koslar 120 Folgen der Call-In-Show Alles auf rot bei tm3, später 9Live, wozu der Medienforscher Hans-Otto Hügel die These aufstellte, dass Koslar die dramaturgischen Möglichkeiten des Formats unterhaltsamer nutzte als jene, die nach ihm kamen. Es folgte die Moderation des satirischen Castingformats Nur mit Nummer (2002 bis 2003) beim Regionalsender tv.nrw und anderen regionalen Sendern. Von 2011 bis 2012 produzierte und moderierte er die Kölner Talkshow Talk am Niehl für center.tv Köln.
2008 veröffentlichte er das Buch Salz in der Suppe über seinen verstorbenen Vater, nachdem er ihn vor seinem Tod intensiv nach seinen Erinnerungen befragt hatte.
In der Fernsehserie Die Anrheiner im Westdeutschen Rundfunk Köln spielte er die in den Jahren 2007 bis 2008 Rolle des Steuerberaters Oliver Wagner. Seit 2012 ist er der Off-Sprecher für die wochentägliche Formate 4 Hochzeiten und eine Traumreise auf Vox und für Die Retourenprofis seit 2021 auf RTL. 2024 lieh er u. a. seine Stimme für die RTLZWEI Doku-Soap "Diese Büchners".

2014 produzierte er das Hörbuch Lebenslang Geheimtipp: Kleine Absacker von und mit Michael Koslar. 2024 erschien im Barton-Verlag unter seinem Künstlernamen Malte Sonnenfeld das Buch Pixeltanz zusammen mit der Künstler Madelaine Linden.

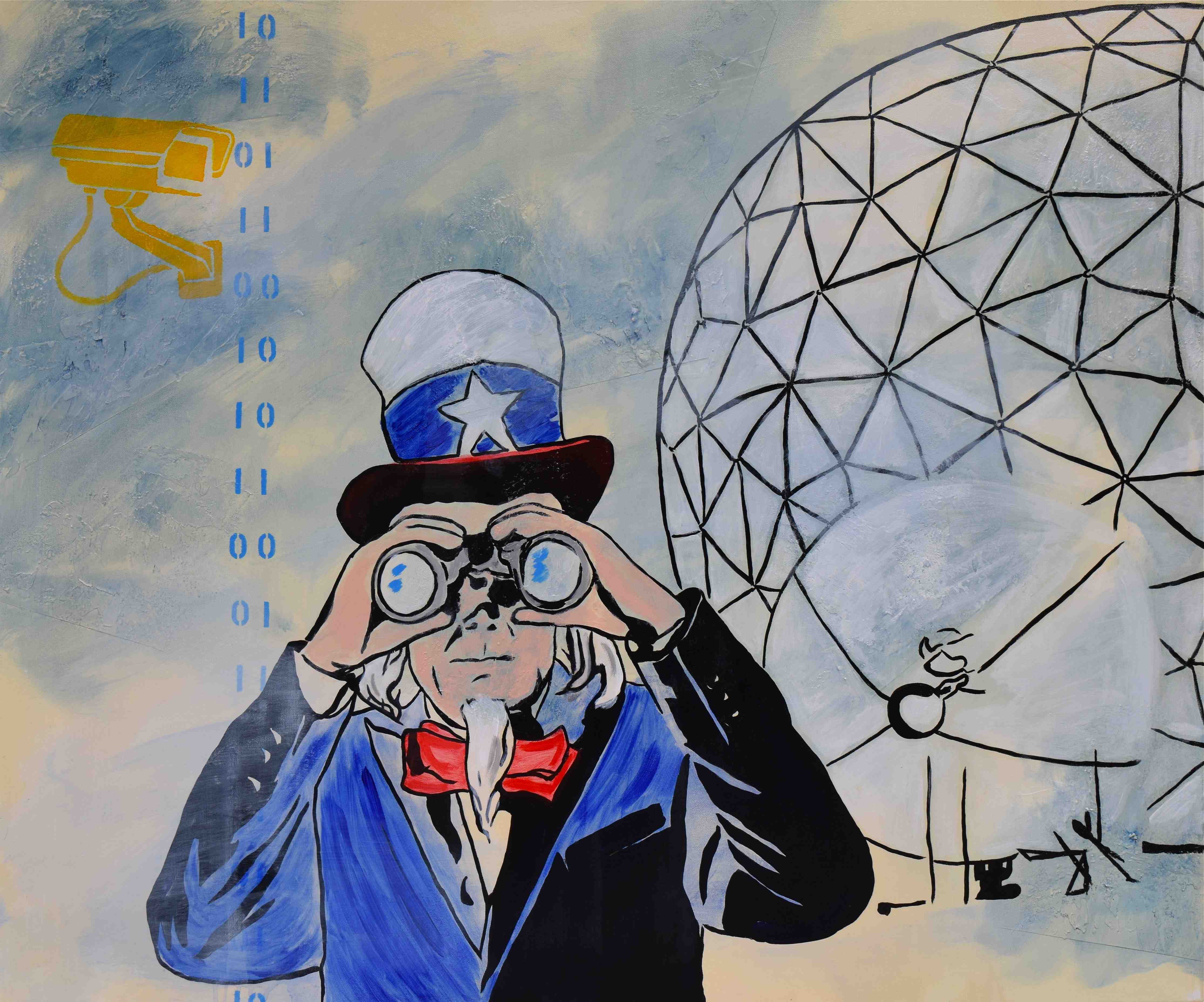
„Michel war dankbar um ein wenig Aufmerksamkeit“, Acryl auf Leinwand, von Malte Sonnenfeld/Michael Koslar, 2016

Unter seinem Künstlernamen Malte Sonnenfeld ist Koslar seit 2010 als Maler tätig. Er sieht sich als Vertreter der „Neo-Pop Art“. Seine Gemälde enthalten Stilelemente aus mehreren Kunstepochen, wie z. B. aus dem Fauvismus entlehnten großen, leuchtenden Farbflächen, Collage- und Stencilelemente aus dem Affichismus oder den Pop-Art typischen schwarzen Comic-Outlines. Dr. Thomas Ebers erklärt über seine Kunst, dass sie „im besten Sinne des Wortes als ‚paradoxale‘ Kunst bezeichnet werden [kann], denn Paradoxie bezeichnet etymologisch etwas den gewöhnlichen Erwartungen Widersprechendes“.
Einzel- und Gruppenausstellungen von Malte Sonnenfeld fanden zum Beispiel im Museum zur Zeitgeschichte Willy-Brandt-Forum und im Ostwall-Museum zur „Revierkunst“ statt. Der Künstler wirkte bislang an über 100 Ausstellungen mit.
Michael Koslar lebt und arbeitet in Mönchengladbach.

## Werke
- Salz in der Suppe – fast so etwas wie eine Autobiographie des Dieter Koslar. Buchwerft-Verlag, ISBN 978-3-940900-64-7
- Lebenslang Geheimtip Hörbuch; 52 Minuten, CD und Download; (Lesung, Kabarettprogramm von & mit Michael Koslar)
- pixeltanz - als Malte Sonnenfeld zusammen mit Madelaine Linden. Barton-Verlag 2024, ISBN 978-3-934648-75-3

## Einzelausstellungen (Auswahl)
- 2014: Malte Sonnenfeld – 75 Jahre Batman Cöln Comic Haus, Köln, Deutschland[31]
- 2015: Malte Sonnenfeld - icons & stills Kreishausgalerie, Bergheim, Deutschland[32]
- 2015: Malte Sonnenfeld – icons & stills Akademie für interdisziplinäre Projekte, Offenbach, Deutschland[33]
- 2015: Malte Sonnenfeld – icons & stills Flurgalerie Eisenbart, Magdeburg, Deutschland[34]
- 2016: Malte Sonnenfeld - pop meets policy Museum zur Zeitgeschichte / Willy-Brandt-Forum, Unkel, Deutschland[3]
- 2017: Malte Sonnenfeld - kollektive memorabilien Atelier Meerkatze, Königswinter, Deutschland[35]
- 2017: Malte Sonnenfeld - icons & stills - final chapter Atelier Kunstmix, Bremen, Deutschland[36]
- 2019: Malte Sonnenfeld - cooperations, Galerie Eyegenart, Köln, Deutschland[37]
- 2020: Malte Sonnenfeld - Gesellschaft der Freunde junger Kunst e.v., Baden-Baden, Deutschland[38]
- 2021: Malte Sonnenfeld - Galerie Fox, Eupen, Belgien[39]
- 2022: Malte Sonnenfeld - "Der Atlas meiner Welt", Kunstverein Nordhorn, Deutschland[40]
- 2023: Malte Sonnenfeld - Kreishausgalerie Bergheim, Malte Sonnenfeld-Flur, Dauerhängung, Deutschland[41]
- 2024: Malte Sonnenfeld - Kunstverein Wermelskirchen[42]

## Ausstellungsbeteiligungen (Auswahl)
gemäß Künstlerwebsite
- 2015: Messe art´pu:l, Pulheim, Deutschland
- 2015: Art in loco, Boyer Foundation, New York, U.S.A.
- 2016: 4. Revierkunst, Museum Ostwall, Dortmund, Deutschland
- 2016: IMAGETICA - Poesia Visual, Rio de Janeiro, Brasilien
- 2016: theRED, Kunsthalle Schaffhausen, Schaffhausen, Schweiz
- 2016: MÄNNER, Kunstkreis Gräfelfing, Deutschland
- 2016: Das Paradies nach 4:1, Trinitatiskirche (Köln), Deutschland
- 2016: Messe art´pu:l, PAN Museum, Emmerich, Deutschland
- 2016: ARTenvielfalt, Forschungszentrum caesar, Bonn, Deutschland
- 2017: Sommerausstellung, Kunstgalerie Dell´arte, Großheide, Deutschland
- 2017: 29. KunstTage Rhein-Erft, Abtei Brauweiler, Deutschland
- 2017: Carola Eggeling, Kai Ladzinski, Malte Sonnenfeld, Auferstehungskirche (Köln-Buchforst)
- 2018: Biennale Kunstmomente Rhein-Erft, Schloss Paffendorf, Bergheim, Deutschland
- 2020: "Landschaft vom 19.-21. Jhd." mit Kunstverein KLIO, Linz, Kunstraum Markt 9
- 2021: 33. KunstTage Rhein-Erft, Abtei Brauweiler, Deutschland
- 2022: Kunsttage "Unkeler Höfe", Unkel, Deutschland[44]
- 2023: Kunstverein Spektrum88, Stadtsparkasse Mönchengladbach, Deutschland